# ميخائيل ريوس
ميخائيل ريوس (بالإسبانية: Michael rios)‏ (19 يونيو 1985 بسانتياغو في تشيلي - ) هو لاعب كرة قدم تشيلي في مركز الوسط. شارك مع منتخب تشيلي لكرة القدم. أما مع النوادي، فقد لعب مع نادي أونيفرسيداد كاتوليكا وسانتياغو مورنينغ ‏ وسان ماركوس دي أريكا ‏ وديبورتيس إيكيكي.

## وصلات خارجية
- ميخائيل ريوس على موقع قاعدة بيانات كرة القدم.إي يو (الإنجليزية)
- ميخائيل ريوس على موقع ناشيونال فوتبول تيمز (الإنجليزية)
- ميخائيل ريوس على موقع Soccerway.com (الإنجليزية)
- ميخائيل ريوس على موقع عالم كرة القدم.نت (الإنجليزية)
- ميخائيل ريوس على موقع AS.com (الإسبانية)